# Bahnstrecke Buttstädt–Rastenberg
| Streckenlänge: | 5,46 km              |                               |                               |
| Spurweite: | 1435 mm (Normalspur) |                               |                               |
| Minimaler Radius: | 200 m                |                               |                               |
| |                      |                               |                               |
| \| \| \| von Straußfurt \| \| \| \| 0,00 \| Buttstädt \| Buttstädt \| \| \| \| nach Großheringen \| \| \| \| \| von Weimar \| \| \| \| 3,35 \| Hardisleben \| Hardisleben \| \| \| \| Anschluss Kaliwerk Rastenberg \| \| \| \| 5,46 \| Rastenberg \| Rastenberg \| |                      |                               |                               |
| Strecke |                      | von Straußfurt                | von Straußfurt                |
| Bahnhof | 0,00                 | Buttstädt                     | Buttstädt                     |
| Abzweig ehemals geradeaus und nach rechts |                      | nach Großheringen             | nach Großheringen             |
| Abzweig geradeaus und von links (Strecke außer Betrieb) |                      | von Weimar                    | von Weimar                    |
| Bahnhof (Strecke außer Betrieb) | 3,35                 | Hardisleben                   | Hardisleben                   |
| Abzweig geradeaus und von rechts (Strecke außer Betrieb) |                      | Anschluss Kaliwerk Rastenberg | Anschluss Kaliwerk Rastenberg |
| Kopfbahnhof Streckenende (Strecke außer Betrieb) | 5,46                 | Rastenberg                    | Rastenberg                    |

Die Bahnstrecke Buttstädt–Rastenberg war eine Nebenbahn in Thüringen. Sie zweigte in Buttstädt von der Bahnstrecke Straußfurt–Großheringen ab und führte nach Rastenberg. Im Jahr 1968 wurde die Strecke stillgelegt.

## Geschichte
Zwar besaß Rastenberg bereits seit 1887 mit der Schmalspurbahn Weimar–Rastenberg einen Bahnanschluss, allerdings wurde nach 1900 ein Kalibergwerk bei Billroda, der Kalischacht „Gewerkschaft Rastenberg“, eröffnet. Dieses sollte eine eigene normalspurige Anschlussbahn erhalten, damit erhoffte Hermann Bachstein eine Verbesserung des defizitären  Betriebsergebnisses der Schmalspurbahn. So erhielt Bachstein 1909 die Konzession für den Bau einer normalspurigen Nebenbahn von Buttstädt nach Rastenberg. Zwar wurde noch die Weimar-Rastenberger Eisenbahn-Gesellschaft als Konzessionsinhaber genannt, allerdings hatte Bachstein die Gesellschaft schon 1898 aufgekauft.
Die 5,46 km lange Streckenführung war einfach, daher konnte der Bau recht schnell abgeschlossen werden. Ab Hardisleben nutzte man mit einem Dreischienengleis die schon vorhandene Schmalspurstrecke mit. Der Personenverkehr wurde am 1. Oktober 1910 aufgenommen, Güter wurden bereits seit dem 30. Mai 1910 transportiert. Im Zusammenhang mit der Streckeneröffnung wurde noch im selben Jahr das Teilstück Mannstädt–Buttstädt der Schmalspurbahn stillgelegt und abgebaut, da der neue Normalspurbahnhof in Buttstädt auf der Fläche des vorherigen Schmalspurbahnhofs lag.
Die Hoffnung auf einen rentablen Betrieb erfüllte sich nicht, so wurde im Sommer 1923 der Abschnitt Buttelstädt–Rastenberg der Schmalspurbahn stillgelegt, damit wurde das Dreischienengleis bis Rastenberg nicht mehr genutzt. Bis Oktober 1923 übernahm die Centralverwaltung für Sekundairbahnen Herrmann Bachstein die Betriebsführung, dann ging sie auf die Thüringische Eisenbahn-AG über. Bereits zu Beginn der 1930er Jahre wollte man die Bahnstrecke stilllegen, da nach der Schließung des Kalibergwerks der Haupttransportkunde wegfiel. Daher wurde 1931 der Eisenbahn-Zweckverband Rastenberg-Hardisleben gegründet, der fortan die Bahnstrecke betrieb. Daraufhin entstand im Volksmund die Bezeichnung „Zwecke“ für die Bahn. Dennoch musste die Betriebsgesellschaft zum 1. Januar 1933 den Personenverkehr einstellen, eventuell wurde die Strecke sogar stillgelegt.
1948 wurde der Personenverkehr wieder aufgenommen. Die Strecke wurde 1949 von der Deutschen Reichsbahn übernommen. Am 26. Mai 1968 wurde der Verkehr eingestellt und die Strecke anschließend abgebaut.